# Pelomyia planibulla
Pelomyia planibulla är en tvåvingeart som beskrevs av Foster och Wayne N. Mathis 2003. Pelomyia planibulla ingår i släktet Pelomyia och familjen Canacidae.
Artens utbredningsområde är Washington. Inga underarter finns listade i Catalogue of Life.